# Gombosi Adrienn
Marton Adrienn lánykori nevén Gombosi Adrienn (Pécs, 1986. január 14. –) a 2005-ös Miss Balaton szépségkirálynője, modell, privát séf, ételstylist, Edvin Marton világhírű hegedűművész felesége.

## Élete
Szülei balettművészek, akik táncoltak a Pécsi, a Szegedi Balettnél, majd az Operaházban. Exhibicionista, gyermekkorában is szívesen szerepelt. 15 éves kora óta modellkedett.
A Budapesti Kommunikációs Főiskolán közgazdászként szerezte első diplomáját. Közben 2005-ben elnyerte a „Balaton Szépe” címet és ezzel együtt egy tanulmányi lehetőséget a Hálózat Televízió Média Iskolába, amit el is végzett. Később egy rendezvényszervező cég hostess-modell részének vezetője, üzletvezetője, szakmai igazgatója lett.
2009-ben hozzáment az ismert hegedűshöz, Edvin Martonhoz. Két fiuk van, Maxim (2009) és Noel (2011).
2013–2015 között férjével és gyermekeivel Kaliforniába költözött, ahol a modellkedés mellett a New School of Cooking intézményben elsajátította a kulináris művészeteket és ebből is diplomát szerzett, majd a pasadenai Le Cordon Bleu Főzőiskolában is tanult. Los Angelesben mint privát séf, ételstylist és receptíró dolgozott, illetve Grecia Parrával – akivel a New School of Cookingban ismerkedtek meg – elindította a Splendid Chefs nevű blogot, rendezvényszervező és catering szolgáltatást. Az ott megjelent recepteket, ötleteket magyar nyelven is népszerűsíti.
2016 tavaszától a Femcafe online női magazin EnniValó blogjának bloggere, szeptembertől 2018-ig Pataky Péter séf mellett a TV2 Ízes élet és a LiChi TV Ízes Élet – Négykezes című műsorainak háziasszonya volt, októbertől pedig a LifeTV Privát séf című adásának vezetője és a Life.hu gasztronómiai sztárszerkesztője lett. 2017. szeptember 3-án debütált ugyanezen tévécsatornán az Édes élet Toszkánában, Ízkalandok, kultúrtúrák és mediterrán derű alcímet viselő tízrészes gasztromómiai és az utazási sorozata. 2018. május 12-én indult a TV2 és a FEM3 csatornák új, szombatonként jelentkező gasztronómiai műsora, a Konyhatündér Marton Adrival, aminek műsorvezetője és producere is.